# Christian Aebersold
Christian Aebersold (* 22. Februar 1962) ist ein ehemaliger Schweizer Orientierungsläufer. 1991, 1993 und 1995 wurde er mit der Schweizer Staffel Weltmeister. Seine Tochter Simona Aebersold ist ebenfalls erfolgreich im Orientierungslauf.

## Sportlicher Werdegang
Aebersold war von 1980 bis 1998 Mitglied des SOLV-Nationalkaders. Seine grössten Erfolge waren die drei Weltmeistertitel, die er 1991, 1993, 1995 mit der Schweizer Staffel gewann. Weitere Läufer der Schweizer Staffeln zu dieser Zeit waren Thomas Bührer, Alain Berger, Urs Flühmann, Dominik Humbel und Daniel Hotz. Seine besten Ergebnisse im Einzel erreichte er 1991 in der Tschechoslowakei, als er auf der Langdistanz Sechster und auf der Kurzdistanz Vierter wurde.
Aebersold gewann die Schweizer Meisterschaft auf der klassischen Langdistanz 1986, 1987, 1988 und 1990. 
1986 und 1987 wurde er mit dem STB Schweizer Meister, 1988 bis 1991 gewann er mit der Staffel STB/CO Chenau/OLG Baselland, zwei weitere Male nochmals 1996 und 1998 mit dem CO Chenau. Die Schweizer Teammeisterschaft gewann er 1988, 1990, 1992, 1993, 1996 und 1999. Nach der Saison 1999 beendete er eine Karriere.
Zudem wurde er 1988 Schweizer Meister im 25-Kilometer-Strassenlauf.
Aebersold arbeitet als Arzt in Biel. Er machte 1990 das Staatsexamen in Humanmedizin an der Universität Bern. 1995 bis 1998 folgte eine sportmedizinische Ausbildung. 

## Platzierungen
| Weltmeisterschaften  | Sprint | Mittel | Lang | Staffel |
| -------------------- | ------ | ------ | ---- | ------- |
| 1989 Skaraborg       |        |        | 27.  | 5.      |
| 1991 Marianske Lazne |        | 4.     | 6.   | 1.      |
| 1993 West Point      |        | 27.    | 20.  | 1.      |
| 1995 Detmold         |        |        | 20.  | 1.      |
| 1997 Grimstad        |        | 16.    |      | 5.      |

| Gesamt-Weltcup | Gesamt-Weltcup |
| -------------- | -------------- |
| 1986           | 13.            |
| 1990           | 38.            |
| 1992           | 73.            |